# Kongōbu-ji
Kongōbu-ji (金剛峯寺?) è il tempio principale del Buddhismo Shingon sito sul Monte Kōya (高野山?, Kōya-san), nella prefettura di Wakayama in Giappone. Il suo nome significa Tempio del Picco della Montagna dei Diamanti. É parte dei Siti sacri e vie di pellegrinaggio nella catena montuosa di Kii, Patrimonio dell'umanità dell'UNESCO.
Il tempio fu costruito per la prima volta come Tempio Seigan-ji nel 1593 da Toyotomi Hideyoshi alla morte di sua madre. Fu poi ricostruito nel 1861 e gli fu dato il nome attuale nel 1869. Contiene molte porte scorrevoli a zanzariera dipinte da Kanō Tanyū (1602-1674) e da membri della Scuola Kanō di Kyoto.
Il moderno Banryūtei (蟠龍庭 giardino roccioso) del tempio è il più grande del Giappone (2340 metri quadrati), con 140 pietre di granito disposte in modo da suggerire una coppia di draghi che emergono dalle nuvole per proteggere il tempio.
Il 414º abate di Kongobuji è il reverendo Kogi Kasai, che funge anche da arcivescovo della scuola Koyasan Shingon.
Al tempio, i visitatori possono ascoltare i sermoni dei monaci e partecipare a sessioni di meditazione ajikan. Il termine ajikan si riferisce a un metodo fondamentale di respirazione e meditazione del buddismo Shingon: "meditare sulla lettera A" scritta usando l'alfabeto Siddhaṃ.

## Galleria d'immagini

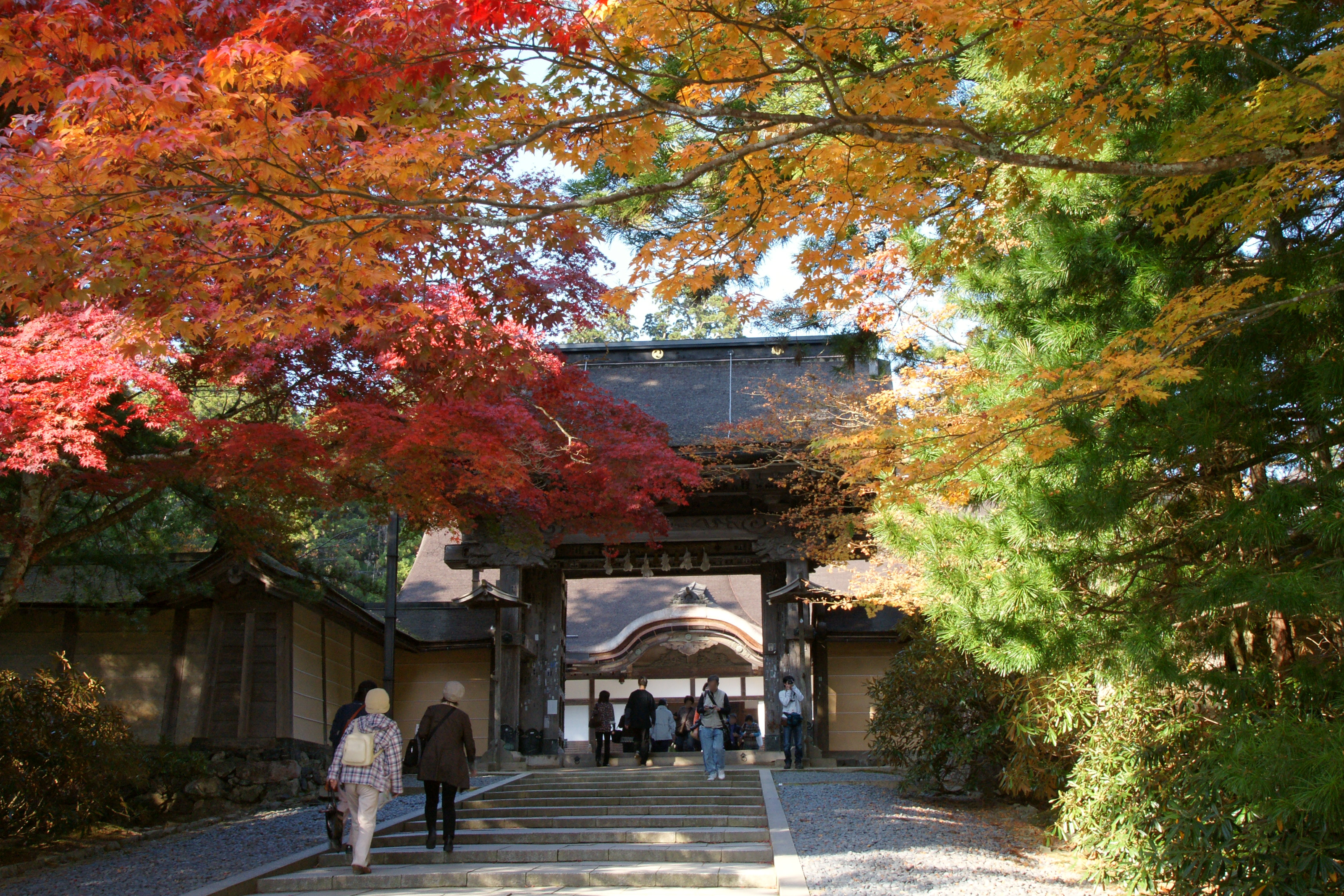
Ingresso
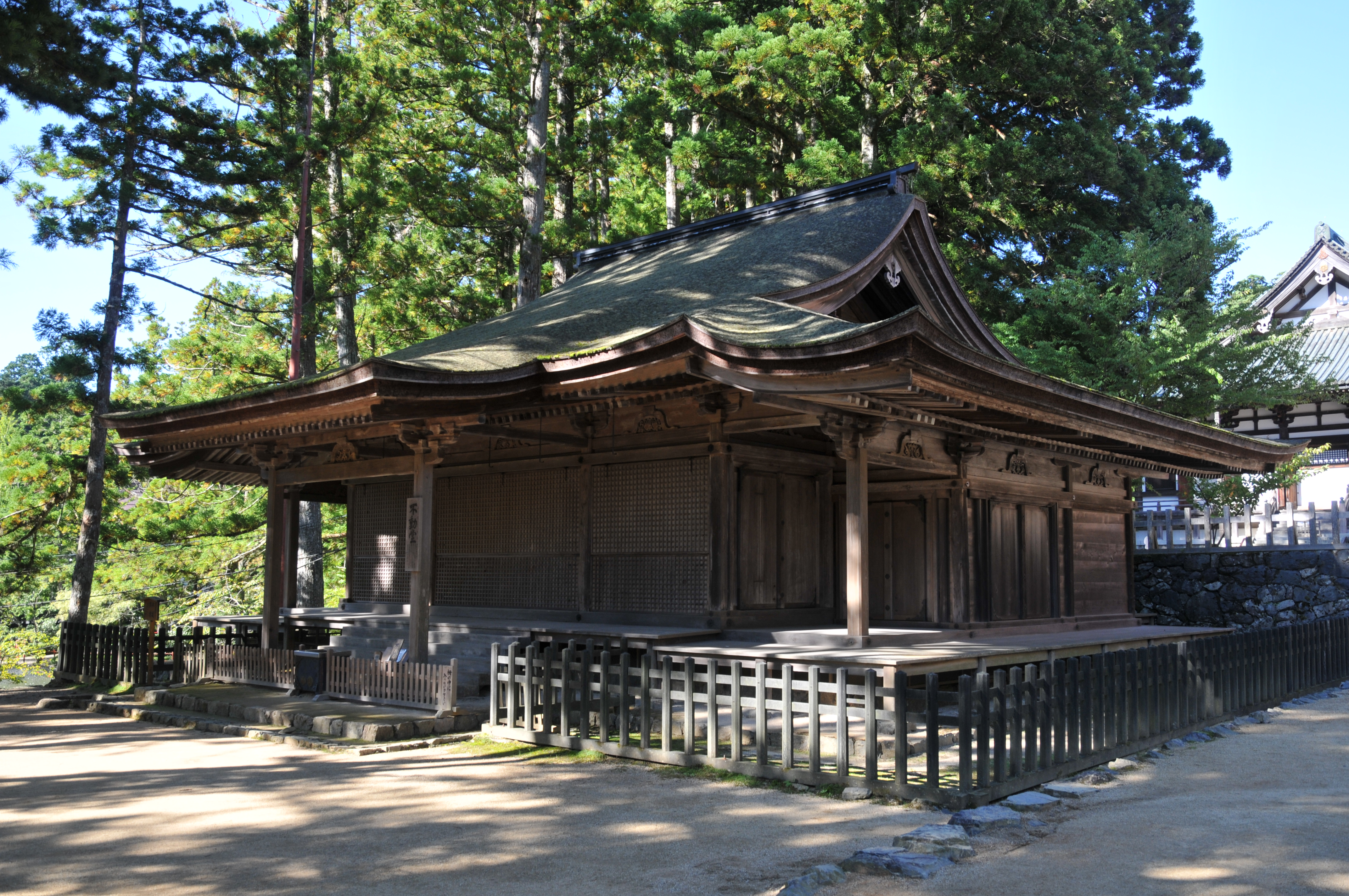
Fudōdō, tesoro nazionale
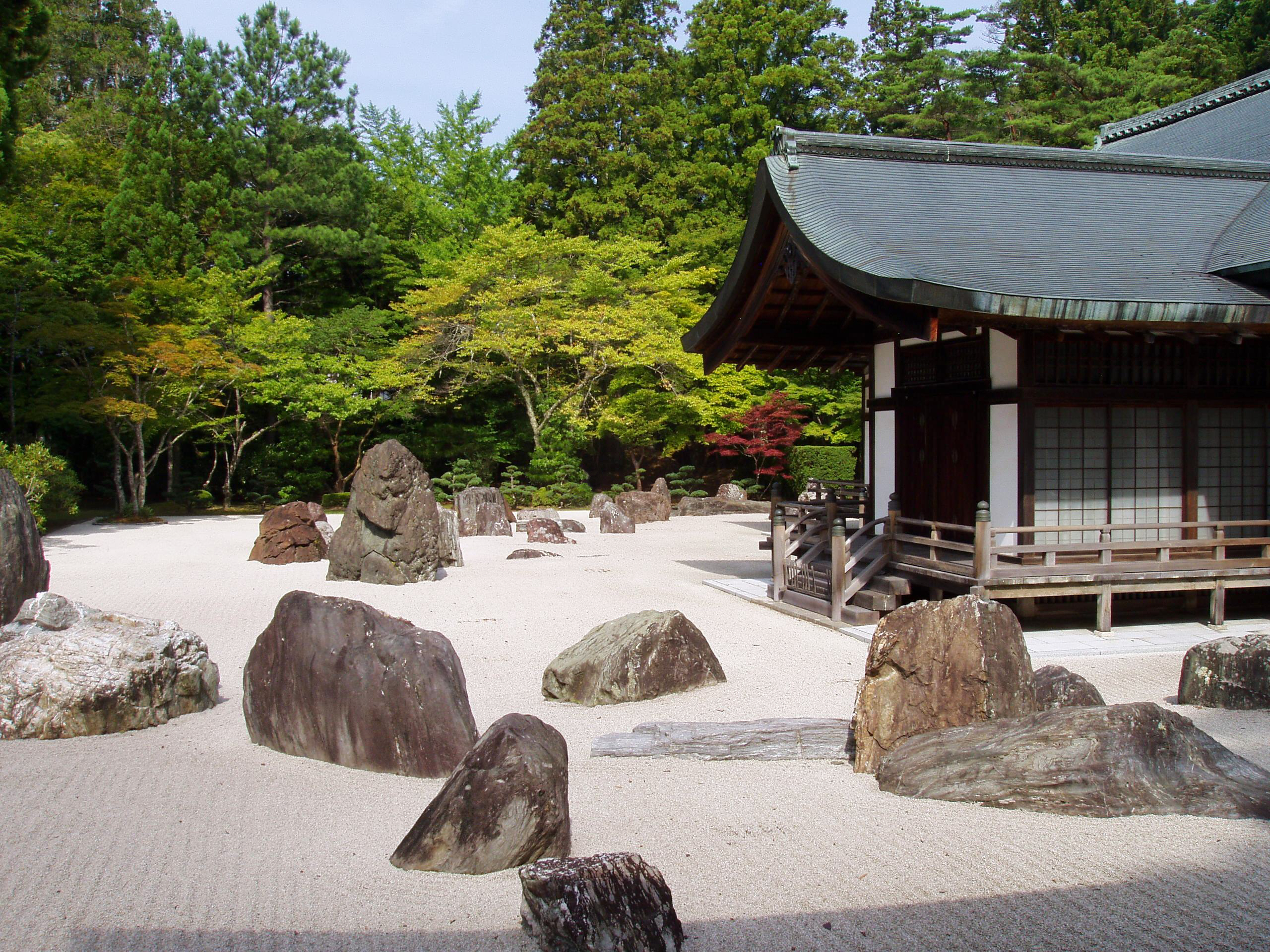
Giardino Banryūtei
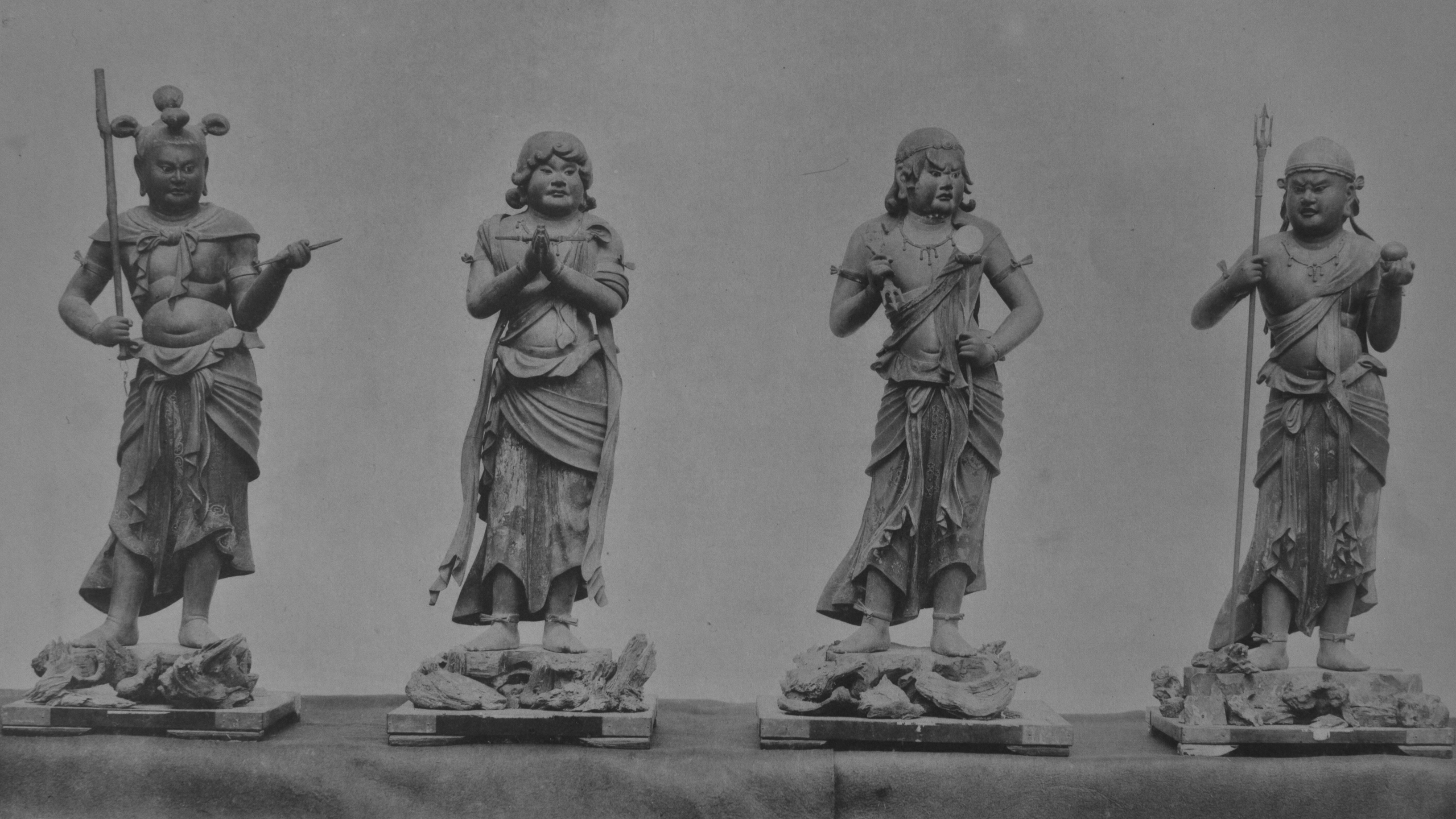
Incisioni
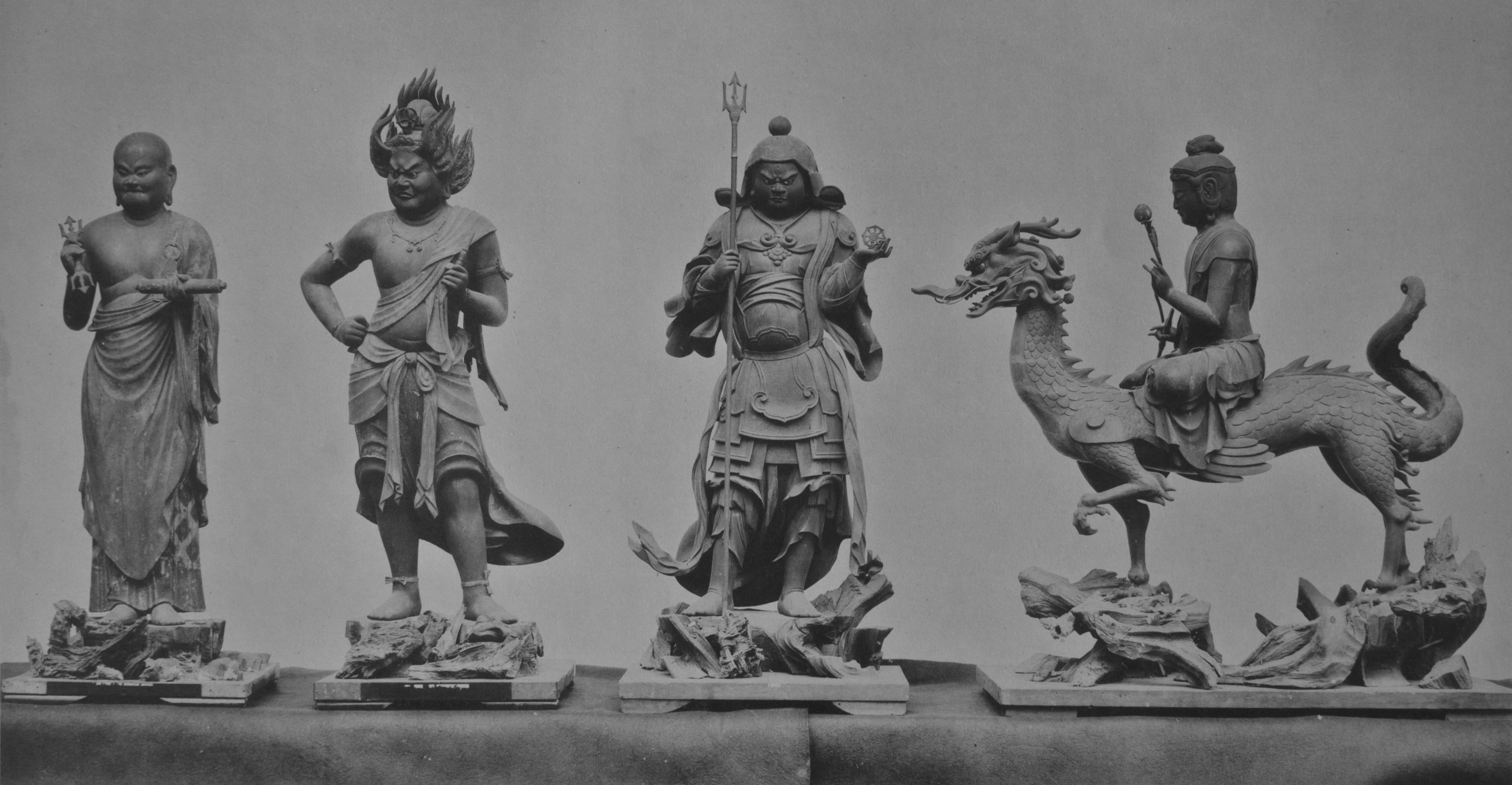
Incisioni
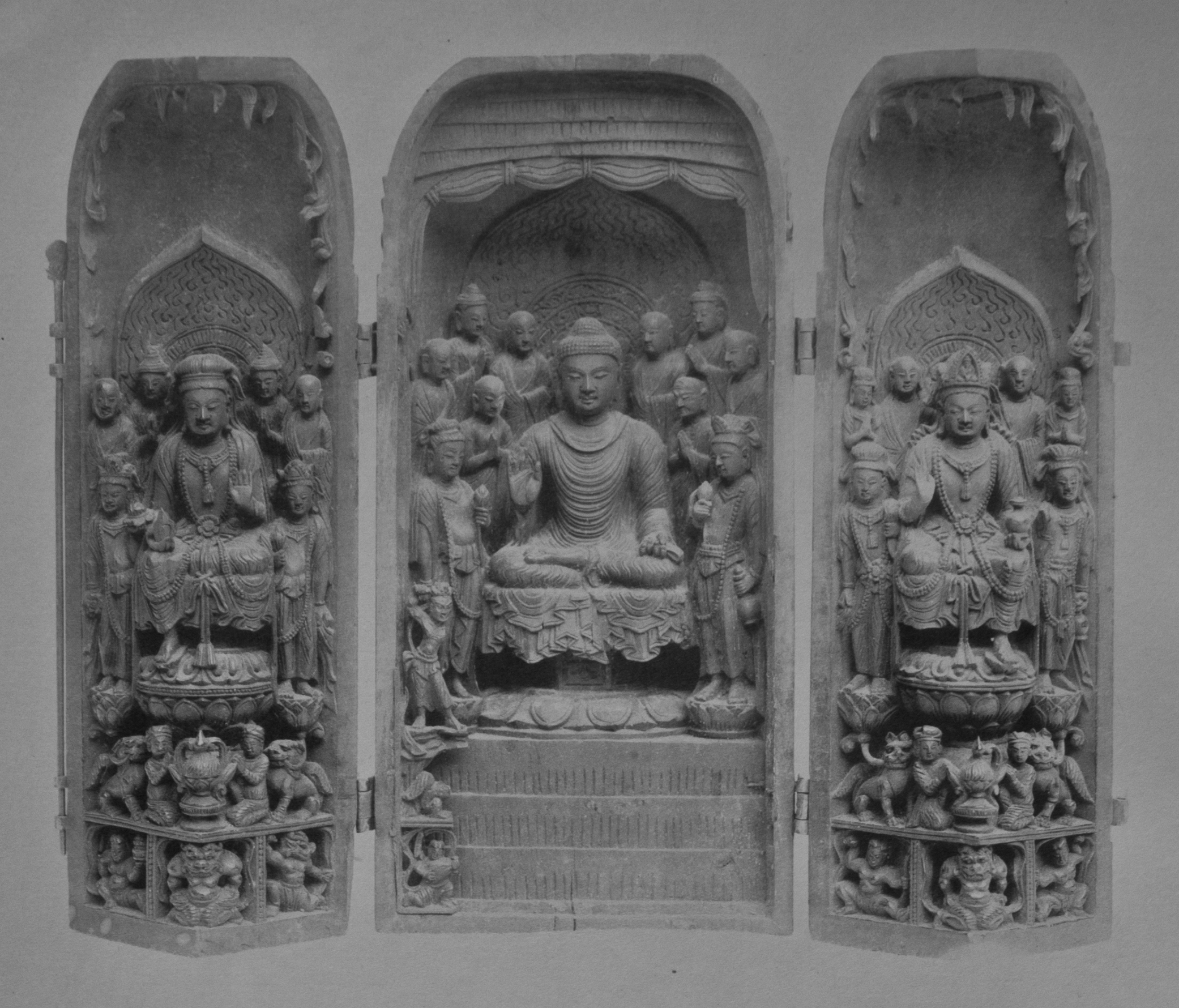
Incisioni
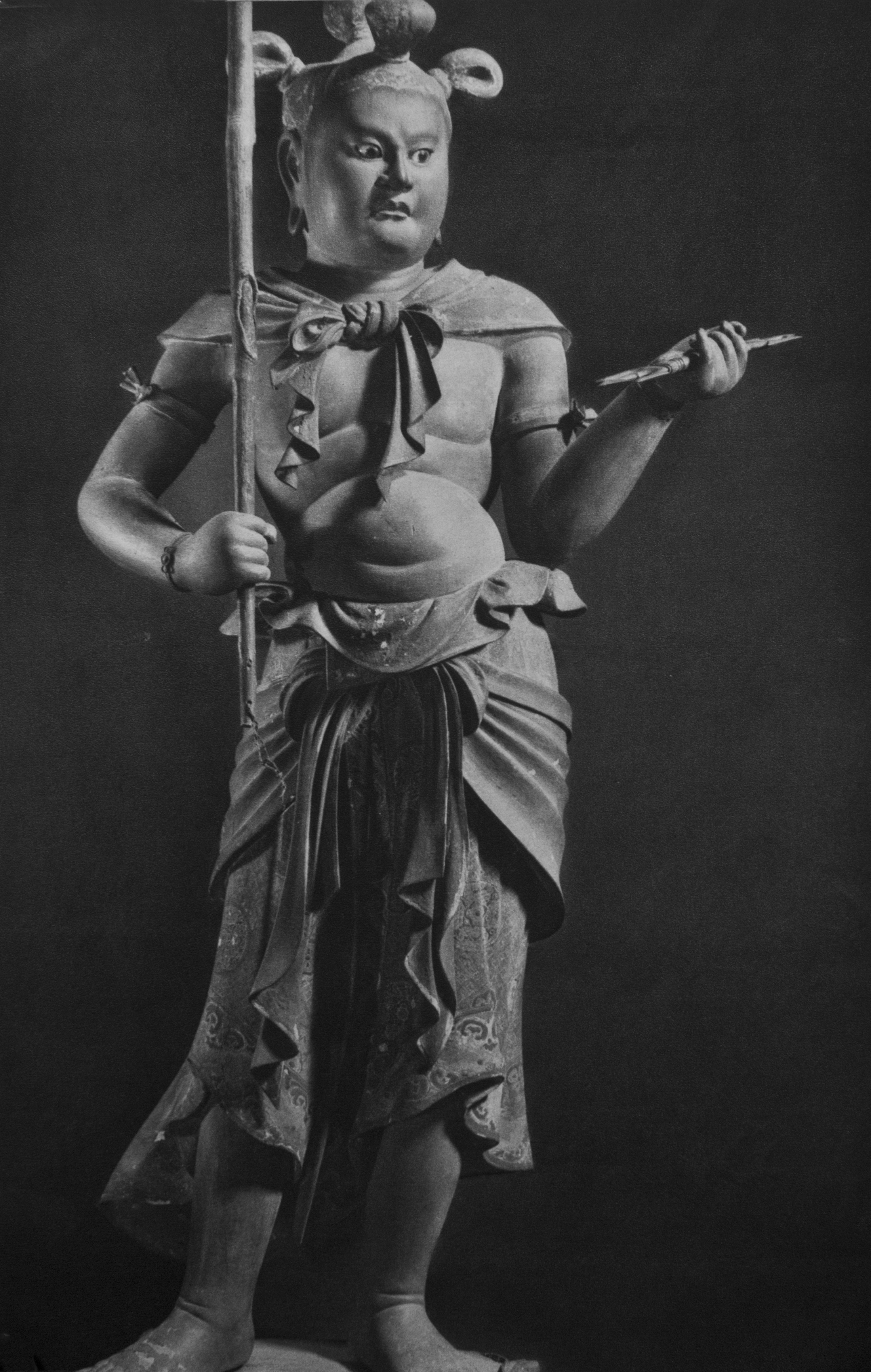
Seitaka Doji